# Agylla gigantea
Ghoria gigantea là một loài bướm đêm thuộc phân họ Arctiinae, họ Erebidae.